# Europa nach dem Regen
Europa nach dem Regen (frz.: L’Europe après la pluie, engl. Europe After the Rain) ist der Titel von zwei Gemälden des surrealistischen Malers und Bildhauers Max Ernst, die er 1933 und von 1940 bis 1942 in zwei Versionen schuf. Europa nach dem Regen I wurde 2007 von der Kunsthalle Karlsruhe erworben. Das zweite Bild Europa nach dem Regen II mit den Maßen 54,8 × 147,8 cm ist im Besitz des Wadsworth Atheneum in Hartford, Connecticut.

## Beschreibung und Interpretation

### Europa nach dem Regen I
Nach den tiefgreifenden politischen Veränderungen in Deutschland und Europa schuf Max Ernst 1933 in Paris Europa nach dem Regen I. Das Bild besteht aus einem Gipsrelief und zeigt die Landkarte Europas ohne Staatsgrenzen. Der Stiefel Italiens ist verschwunden sowie Teile Spaniens und Frankreichs. Das Mittelmeer ist zwar erkennbar, ist aber ohne Verbindung zum Atlantik dargestellt. Europa scheint von einer gewaltigen Naturkatastrophe heimgesucht worden zu sein.

### Europa nach dem Regen II
Im Jahr 1940 begann der Künstler die zweite Version in Frankreich vor seiner Flucht ins Exil in die USA. Da er das Bild nicht selbst transportieren konnte, schickte er es vor seiner Flucht an „Max Ernst c/o Museum of Modern Art“; es traf fast zeitgleich mit dem Künstler in New York ein. 1942 vollendete er diese zweite Version. Das in der von Ernst neu erfundenen Technik Décalcomanie gemalte Bild zeigt in einem wie versteinert wirkenden blätterlosen Sumpf, aus dem Felsformationen ragen, Lebewesen sowie Frauenkörper, die zum Teil eingemauert oder wie Lots Weib aus dem Alten Testament zur Salzsäule erstarrt sind. Das Bild könnte auf die Folgen der durch den Zweiten Weltkrieg angerichteten Verwüstungen prophetisch hinweisen.

## Aneignung
Der österreichische Surrealist Wolfgang Paalen schuf 1936/37 das Bild Pays interdit (Verbotenes Land), in dessen Apokalyptik Paalen selbst eine Parallele zu Max Ernsts Gemälde entdecken wollte.
Im Jahr 1978 wurde der Dokumentarfilm Europe After the Rain unter der Regie von Mick Gold gedreht, der sich mit den Themen Dada und Surrealismus beschäftigte.
Der Gemäldetitel inspirierte den britischen Musiker John Foxx. Der Song Europe After the Rain war der Eröffnungstitel für sein 1981 erschienenes Album The Garden.
Der britische Science-Fiction-Autor J. G. Ballard war inspiriert von den Surrealisten und besonders von Max Ernst. Sein Erzählungsband Memories of the Space Age aus dem Jahr 1988 zeigt auf dem Umschlag die zweite Version des Gemäldes.